# The Vision
The Vision è una stable di wrestling attiva in WWE dal 2025, guidata da Seth Rollins con il supporto di Paul Heyman. Il nome fa riferimento al soprannome di Rollins, "The Visionary".

## Storia
Il 19 aprile del 2025 nel main event della prima notte di WrestleMania 41 si sfidano Roman Reigns, CM Punk e Seth Rollins in un triple threat match. Nello Showcase of the immortals Rollins trionfa sui suoi due rivali grazie al doppio tradimento di Paul Heyman che appunto sceglie di allearsi con il Visionary. Nella punatata di Raw, post WrestleMania, Bron Breakker si unisce alla stable attaccando sia Roman Reigns e CM Punk.
Il 5 maggio, sempre nello rosso della WWE, grazie a Paul Heyman, Rollins ottiene un match per il World Heavyweight Championship di Jey Uso. In un match colmo di interferenze, Rollins vince ma solo per squalifica e non ottiene il titolo. A Saturday Night's Main Event XXXIX in tag team con Breakker ha sconfitto CM Punk e Sami Zayn grazie anche al interferenza di Bronson Reed che si unisce alla stable.
Nella puntata del 26 maggio di Raw, Rollins si qualifica al Money in the Bank Ladder match sconfiggendo in un triple threat match Zayn e Finn Bálor. All'evento riuscì a conquistare per la seconda volta la valigetta dopo l'interferenza di Breakker e Reed e sconfiggendo Andrade, El Grande Americano, LA Knight, Penta e Solo Sikoa. Il 12 luglio, a Saturday Night's Main Event XL, Seth Rollins viene sconfitto da LA Knight e subisce un infortunio al ginocchio. Nella puntata seguente di Raw, Breakker prese parte a un gauntlet match per decretare il primo sfidante per il World Heavyweight Championship di Gunther a SummerSlam. Il membro della stable dopo aver sconfitto, Penta, LA Knight e Jey Uso, con aiuto di Reed, si deve arrende a CM Punk che ottiene la vittoria e il match titolato.
Il 2 agosto a SummerSlam, Reed e Breakker furono sconfitti da Reigns e Jey Uso in un tag team match, mentre a sorpresa Seth Rollins incassò il suo contratto del Money in the Bank su CM Punk che aveva appena vinto il World Heavyweight Championship contro Gunther. Il Visionary aveva dunque finto il suo infortunio durante il match contro LA Knight del 12 luglio. Nella puntata post SummerSlam dello show rosso, all'alleanza di Rollins, Breakker, Reed e Heyman è stato ufficialmente dato il nome di "The Vision". 

## Titoli e riconoscimenti
- WWE
  - World Heavyweight Championship (1)[15] - Seth Rollins
  - Money in the Bank (2025)[16] - Seth Rollins